# Wolfgang Rödelberger
Wolfgang Rödelberger (né le 11 juillet 1934 à Stolp, mort le 1er avril 2010 à Munich) est un compositeur et producteur de musique allemand.

## Biographie
Wolfgang Rödelberger est le frère de Rosemarie Rödelberger, connue comme actrice et chanteuse sous le nom de Monika Dahlberg.
Wolfgang Rödelberger est un guitariste qui joue dans plusieurs ensembles de jazz. Dans les années 1970, il publie de la musique de danse avec son groupe Wolf Berger Party Band et accompagne des enregistrements de célébrités avec son Orchester Wolfgang Rödelberger. il travaille comme arrangeur de studio à Munich, souvent avec des artistes sous contrat avec le producteur Ralph Siegel. Les interprètes de ses chansons sont notamment Adrian Wolf, Andreas Hauff, Dieter Thomas Heck, Freddy Quinn, Jonny Hill, Karel Gott, Lolita, Lydia Huber, Michael Holm, Michael Schanze, Nicole, Peter Maffay, Roberto Blanco et le duo Wyn & Andrea. Il dirige et arrange les chansons représentant l'Allemagne au Concours Eurovision de la chanson, Theater par Katja Ebstein en 1980 et Johnny Blue par Lena Valaitis en 1981. Plus récemment, il produit Angela Wiedl.
Wolfgang Rödelberger meurt à l'âge de 75 ans. Il fut marié à Renate Rödelberger, avec qui il eut un fils. Son corps est enterré au cimetière du Nord de Munich.